# Visual DialogScript
Visual DialogScript (VDS), er et fortolket programmeringssprog, for Microsoft Windows, med en simpel syntax, som ligger tæt på MS-DOS batch-sproget.
VDS er primært beregnet på hurtig oprettelse af grafiske brugerflader, ikke til sofistikerede applikationer.
Systemet omfatter 10 system-variabler og 26 bruger-variabler, i alt 256 bruger /navne-variabler.
Variablerne begynder med %%, et bogstav og en  alfanumerisk sætning med underscores, eksempelvis %%my_variable_1. Der er ingen begrænsninger på de bruger-definerede variabler.

## Ekstern henvisning
- Scriptets hjemmeside (engelsk) Arkiveret 15. juli 2018 hos  Wayback Machine